# Публий Септимий Гета (консул 203 года)
Публий Септимий Гета (лат. Publius Septimius Geta) — римский государственный деятель конца II века — начала III века.

## Биография
Гета происходил из африканского города Лептис-Магна. Его отцом был Публий Септимий Гета, матерью — Фульвия Пия, а братом — будущий император Септимий Север. Год рождения Геты неизвестен, поэтому неясно, был ли он младшим или старшим братом Севера. Он начал свою карьеру в качестве децемвира по судебным разбирательствам, потом был военным трибуном II Августова легиона, квестором в провинции Крит и Киренаика, а затем эдилом. В какой-то момент времени Публий был куратором города Анкон и претором.
В 185 году Гета находился на посту легата I Италийского легиона. После этого, в 187/188 году, он занимал должность проконсула Сицилии. В 188—191 годах Гета был легатом пропретором провинции Лузитания. Около 191 года он занимал должность консула-суффекта. Затем Гета был назначен легатом пропретором Нижней Мёзии. Он встал на сторону своего брата, возглавлявшего Верхнюю Паннонию, когда тот в 193 году поднял восстание и провозгласил себя императором. Вскоре Гета стал легатом пропретором Дакии. Венцом его карьеры стало назначение на должность ординарного консула вместе с Гаем Фульвием Плавтианом в 203 году.
Гета умер в 203 или 204 году. На смертном одре он заявил своему брату, что ненавидел префекта претория Плавтиана и предупредил о его предательстве.